# Douvrend
Douvrend és un municipi francès situat al departament del Sena Marítim i a la regió de Normandia. L'any 2007 tenia 492 habitants.

## Demografia

### Població
El 2007 la població de fet de Douvrend era de 492 persones. Hi havia 179 famílies de les quals 32 eren unipersonals (8 homes vivint sols i 24 dones vivint soles), 71 parelles sense fills, 68 parelles amb fills i 8 famílies monoparentals amb fills.
La població ha evolucionat segons el següent gràfic:
Habitants censats

### Habitatges
El 2007 hi havia 209 habitatges, 182 eren l'habitatge principal de la família, 19 eren segones residències i 8 estaven desocupats. 206 eren cases i 2 eren apartaments. Dels 182 habitatges principals, 151 estaven ocupats pels seus propietaris, 30 estaven llogats i ocupats pels llogaters i 1 estava cedit a títol gratuït; 11 tenien dues cambres, 33 en tenien tres, 63 en tenien quatre i 75 en tenien cinc o més. 174 habitatges disposaven pel capbaix d'una plaça de pàrquing. A 65 habitatges hi havia un automòbil i a 109 n'hi havia dos o més.

### Piràmide de població
La piràmide de població per edats i sexe el 2009 era:
| Homes | Edats   | Dones |
| ----- | ------- | ----- |
| 0     | 95 o +  | 0     |
| 0     | 90 a 94 | 4     |
| 4     | 85 a 89 | 12    |
| 4     | 80 a 84 | 4     |
| 4     | 75 a 79 | 8     |
| 12    | 70 a 74 | 8     |
| 0     | 65 a 69 | 8     |
| 8     | 60 a 64 | 8     |
| 8     | 55 a 59 | 0     |
| 16    | 50 a 54 | 12    |
| 24    | 45 a 49 | 20    |
| 24    | 40 a 44 | 32    |
| 20    | 35 a 39 | 16    |
| 4     | 30 a 34 | 8     |
| 20    | 25 a 29 | 8     |
| 8     | 20 a 24 | 12    |
| 32    | 15 a 19 | 28    |
| 24    | 10 a 14 | 28    |
| 20    | 5 a 9   | 12    |
| 8     | 0 a 4   | 4     |

## Economia
El 2007 la població en edat de treballar era de 342 persones, 240 eren actives i 102 eren inactives. De les 240 persones actives 218 estaven ocupades (125 homes i 93 dones) i 22 estaven aturades (10 homes i 12 dones). De les 102 persones inactives 35 estaven jubilades, 28 estaven estudiant i 39 estaven classificades com a «altres inactius».

### Ingressos
El 2009 a Douvrend hi havia 178 unitats fiscals que integraven 470 persones, la mediana anual d'ingressos fiscals per persona era de 16.640 €.

### Activitats econòmiques
Dels 11 establiments que hi havia el 2007, 3 eren d'empreses de fabricació d'altres productes industrials, 2 d'empreses de comerç i reparació d'automòbils, 2 d'empreses de transport, 1 d'una empresa d'hostatgeria i restauració, 1 d'una empresa immobiliària i 2 d'empreses de serveis.
L'únic servei als particulars que hi havia el 2009 era un taller de reparació d'automòbils i de material agrícola.
L'any 2000 a Douvrend hi havia 13 explotacions agrícoles que ocupaven un total de 672 hectàrees.

## Equipaments sanitaris i escolars
El 2009 hi havia una escola elemental integrada dins d'un grup escolar amb les comunes properes formant una escola dispersa.

## Poblacions més properes
El següent diagrama mostra les poblacions més properes.